# 産業再生法を適用した企業一覧
産業再生法を適用した企業一覧（さんぎょうさいせいほうをてきようしたきぎょうのいちらん）は、産業再生法（※旧産業再生機構の支援を受けた企業も含む）を適用した企業の一覧である。

## 2000年
- 4月 住友金属工業 - 旧小倉製鋼及び直江津製鉄所分社で住金小倉及び住金直江津が設立される。

## 2001年
- 3月 日産自動車 - 社長カルロス・ゴーンの掲げた「日産リバイバルプラン（NISSAN REVIVAL PLAN）」により、同法適用を申請。

## 2002年
- 4月 ダイエー
- 11月 ケンウッド

## 2005年
- 6月 フジテレビ (旧社) - 同社はこの3年後の10月1日付をもって持株会社に移行した。
- 7月 北九州高速鉄道
- 8月 丸善

## 2006年
- 2005年度第1四半期頃 三洋電機
- 6月 ボーダフォン (日本法人・当時) - 同法の適用によりソフトバンクが米ボーダフォンから買収。

## 2009年
- 6月 エルピーダメモリ
- 9月 エディオン - 事業子会社再編（デオデオ+ミドリ電化、エイデン+石丸電気+東京エディオン（※旧ミドリ電化関東部門含む））
- 9月 CSKホールディングス